# Skivarp
Skivarp est une localité suédoise dans la commune de Skurup en Scanie.
Sa population était de 1 333 habitants en 2019.